# Закон трёх ошибок
Зако́ны трёх оши́бок (англ. Three strikes laws, также известны как «Законы трёх преступлений») — законодательные акты, принятые на уровне штатов в Соединённых Штатах Америки, на основании которых суды штатов должны приговаривать тех, кто совершил три серьёзных преступления, к длительным срокам тюремного заключения. Такая судебная практика осуждения преступников-рецидивистов стала очень популярной в США с конца XX века. В американской юриспруденции эти законы известны также под названием англ. habitual offender laws, законы о злостных нарушителях. Название законов (в дословном переводе: «Законы трёх страйков») возникло из правил игры в бейсбол, где существует понятие страйк-аута, ситуации, когда бьющий допустил три промаха, в бейсбольной терминологии называющимися страйками, и в наказание за это выбывает из игры.

## История
Практика осуждения преступников-рецидивистов на более длительные, чем для совершивших преступление впервые, сроки тюремного заключения не нова. Например, в штате Нью-Йорк похожий закон действовал с конца XIX века. Однако применение его не являлось обязательным, судьи в каждом конкретном случае решали — применять данный закон или нет, и могли определять срок тюремного заключения преступников самостоятельно в достаточно широких пределах.
Первый обязательный к применению закон трёх ошибок был принят в 1993 году в штате Вашингтон на референдуме. Годом спустя аналогичный закон был одобрен жителями штата Калифорния с результатом 72 % «за», 28 % «против». Калифорнийский закон получил название «Три удара — и ты выбыл» (англ. Three Strikes and You’re Out) из-за того, что, согласно ему, совершившие третье преступление приговаривались фактически к пожизненному заключению.
Аналогичные законы вскоре были приняты во многих других штатах, но ни в одном штате они не были такими жёсткими, как в Калифорнии. К 2013 году в 28 штатах, а также на федеральном уровне, были приняты законы, реализующие концепцию «трёх ошибок»; а именно: третье преступление влечёт за собой пожизненное тюремное заключение без права на досрочное освобождение в течение длительного времени, или, более распространённый вариант, 25-летний тюремный срок.
Последним принявшим этот закон штатом был Массачусетс (2012 год).

### Применение
Условия применения закона различны в каждом отдельном штате. В некоторых штатах он применяется только если все три преступления были связаны с насилием и преступник уже отбывал тюремный срок, в других, в особенности в Калифорнии, преступник получает длительный тюремный срок, если предыдущие два преступления были насильственными или просто «серьёзными».

### Эффект от введения закона в Калифорнии
Согласно отчётам Департамента юстиции Калифорнии и Департамента исправительных учреждений за 10 лет до введения в действие в Калифорнии закона количество таких преступлений как убийства, изнасилования, грабежи, вооружённые нападения и кражи транспортных средств составило 8 825 353, в то время как в течение 10 лет после введения закона в действие их число уменьшилось до 6 780 964. Однако тенденция к снижению числа преступлений наблюдалась в это время по всей территории США, даже там, где подобные законы введены не были.
Ещё одно широко распространённое возражение заключается в том, что закон увеличивает нагрузку на уже и без того переполненные тюрьмы. Однако, в течение 10 лет перед принятием закона количество заключённых увеличилось на 400 %, а в течение 10 лет после его принятия — всего на 25,5 % — существенное снижение темпов прироста.
Считалось, что принятие закона потребует строительства большого количества новых тюрем. Однако, тогда как за 10 лет до принятия закона в Калифорнии было построено 19 новых тюрем, в течение 10 лет после принятия закона не было построено ни одной. Тем не менее, из-за роста количества заключённых ситуация с переполненными тюрьмами стала всё же хуже.
И наконец, существует опасение, что у преступников, совершивших третье преступление, будет больше причин пытаться избежать наказания, что приведёт к увеличению числа нападений на полицейских. Однако неизвестно, будут ли вышеназванные преступники более агрессивными и будут ли они стремиться убить полицейских.

### Практика применения закона в Калифорнии
Последствия принятия закона оцениваются весьма неоднозначно. Особенно остро вопрос стоит в Калифорнии, где даже мелкие кражи из супермаркетов могут быть квалифицированы как серьёзное преступление, в случае если вор уже был ранее судим за кражу, разбой или грабёж. Так, некоторые преступники были приговорены к 25 и более годам тюремного заключения за такие преступления, как мелкая кража в гольф-клубе (Гари Юинг, прежде был судим за грабёж и разбой с применением ножа), кража девяти видеокассет (Леандро Андраде, прежде был судим за ограбления домов), или за нападение с применением насилия и кражу пиццы у группы детей (Девон Джерри Уильямс, четыре предыдущих ненасильственных преступления, срок впоследствии сокращён до шести лет).
Ещё в одном из нашумевших дел Кевин Вебер был осуждён на 26 лет за кражу четырёх дешёвых шоколадных печений (предыдущие преступления — грабёж и вооружённое нападение). Работники прокуратуры рассказывают, что шесть раз нарушавший условия досрочного освобождения Кевин вломился в ресторан, чтобы ограбить сейф, полный денег после праздника Дня Матери, однако сработала сигнализация и сделать ему это не удалось. Когда полиция задержала Кевина, у него в карманах было только несколько печений, украденных из ресторана.
В Калифорнии в подсчёте количества предыдущих преступлений для применения закона («первое» и «второе» преступления) принимается в расчёт не количество судебных процессов, а количество пунктов обвинения, по которым подсудимый был признан виновным. Это обстоятельство потенциально расширяет количество случаев, в которых может быть применён закон. Кроме того, учитываются все преступления совершённые подсудимым в прошлом, дела по которым рассматривались как судами всех штатов, так и федеральным судом, независимо от даты их совершения, в том числе и приговоры на основе судебной сделки. Исключение составляют лишь некоторые приговоры в отношении несовершеннолетних.
К подсудимым, ранее признававшимся виновными как угодно давно (даже до совершеннолетия) более чем по одному пункту обвинения, даже если судимы были они один раз, может быть применён закон трёх ошибок в случае совершения ими любого серьёзного преступления, сопряжённого с насилием, или кражи любого размера, или преступления, связанного с хранением запрещённых веществ. В этом случае им может быть назначено наказание от 25 лет тюремного заключения до пожизненного срока. Например, к подсудимому, который был осуждён за 2 квартирные кражи в подростковом возрасте 20 лет назад, будет применён закон трёх ошибок, даже если сейчас он обвиняется всего лишь в мелкой краже или хранении запрещённых веществ.
Закон трёх ошибок может быть применён к подсудимому неоднократно («третье» и «четвёртое» преступления) при наличии более одного пункта обвинения. В этом случае возможно сложение сроков наказания. В результате подсудимый получит наказание в виде нескольких последовательных тюремных сроков, общая продолжительность которых составит 50 (или 75, или 100) лет. Так, Леандро Андраде был осуждён на 50 лет тюремного заключения без права на досрочное освобождение.
В 2007 году общее количество заключённых в штате Калифорния превысило 170 000 человек, при том, что проектное число заключённых для тюрем штата составляет 83 000, большинство тюрем переполнено практически вдвое. Причём термин «проектное число заключённых» используется исключительно калифорнийским Департаментом исправительных учреждений. По независимым оценкам, основанных на стандартах американской Ассоциации исправительных учреждений, в тюрьмах недостаёт 16 600 мест. Властям штата приходится из года в год решать проблему с переполненными исправительными учреждениями. Используются такие методы, как перевод части заключённых в центры принудительного лечения, досрочное освобождение заключённых, строительство новых тюрем, перевод части заключённых в федеральные исправительные учреждения или в частные исправительные заведения, с которыми у штата заключены соответствующие договоры.
Необходимо отметить, что медицинское обеспечение и условия содержания в ряде исправительных учреждений были признаны федеральным судом плохими или даже бесчеловечными, в результате чего их пришлось взять под особый контроль правительства. Способствуя увеличению количества заключённых, Закон трёх ошибок только ухудшил ситуацию.
В результате, практика вынесения приговоров на основании закона трёх ошибок критикуется общественностью не только в США, но и в других странах.

### Позиция Верховного суда США
5 марта 2003 Верховный суд США 5 голосами «за» и 4 «против» принял решение о том, что наказания, предусматриваемые законами трёх ошибок, не нарушают 8-й поправки к Конституции США, запрещающей «жестокие и необычные наказания». В тот же день были вынесены и решения по делам Ewing v. California, 538 U.S. 11 и Lockyer v. Andrade, 538 U.S. 63, в которых Верховный суд защитил Калифорнийский закон трёх ошибок.
В решении по делу Юинга судья Сандра Дэй О’Коннор, анализируя проблему рецидива среди преступников Калифорнии, сделала следующие выводы:
Мы не являемся некоей «сверхзаконодательной властью», определяющей политику в отношении таких преступников. Жители Калифорнии полагают, что существенное увеличение сроков тюремного заключения сделает более эффективной систему уголовного правосудия штата, и нам этого достаточно. …Конечно, срок тюремного заключения Юинга велик. Однако приговор основан на вполне разумном законодательном акте, согласно которому преступники, совершившие серьёзные или насильственные преступления и продолжающие их совершать, должны сидеть в тюрьме, и мы должны этот акт уважать.

### Принятые поправки к закону в Калифорнии
7 ноября 2000 года 60,8 % жителей штата проголосовали за принятие поправки к закону, согласно которой осуждённым после принятия этой поправки за хранение наркотиков тюремное заключение заменялось бы принудительным лечением от наркозависимости.

### Не принятые поправки к закону в Калифорнии
2 ноября 2004 года не была принята поправка (5,5 млн голосов «за» — 47,3 %; 6,2 млн голосов «против» — 52,7 %), согласно которой для осуждения на 25-летний срок или пожизненное заключение третье преступление должно быть насильственным или серьёзным.